# 國際通信衛星公司
國際通信衛星公司（英語：Intelsat），企業總部設於盧森堡、行政總部設於美國維珍尼亞州泰森斯的國際衛星通訊公司。2024年4月30日，其競爭對手SES公司宣佈與之合併，作價31億美元，交易預期2025年下旬完成。

## 外部連結
- Satellite Coverage Map （页面存档备份，存于）
- Yahoo! – Intelsat, Ltd. Company Profile Archive.today的存檔，存档日期2013-01-05